# Hnutí za práva zvířat
Hnutí za práva zvířat, někdy zvané jako hnutí za osvobození zvířat nebo hnutí za ochranu zvířat, je označení pro skupinu aktérů působících v oblasti práv zvířat a usilujících o ukončení zneužívání zvířat kvůli jídlu, oblečení, výzkumu nebo zábavě. Jedná se sociální hnutí, které zahrnuje jak jednotlivce, tak organizované skupiny v podobě nevládních neziskových organizací a dalších uskupení. Spojující myšlenkou je zlepšování postavení zvířat ve společnosti, a to jak z pohledu práva, tak z pohledu veřejného mínění. Všichni příznivci hnutí věří, že individuální zájmy mimolidských zvířat si zaslouží uznání a ochranu.

## Aktivity hnutí a frakce
Aktivity hnutí se liší podle zaměření jednotlivých aktérů, ale obecně jej lze rozdělit na dvě velké frakce: reformistickou (mainstreamovou) a radikální abolicionistickou.
Reformistická frakce je do značné míry profesionalizovaná a zaměřuje se na postupné legislativní a institucionální změny ve prospěch zvířat, jako je zlepšování welfare, zákaz určitých způsobů ustájení nebo chovatelských praktik. Jedním z nástrojů této frakce je tzv. salámová metoda, kdy je obtížnější cíl rozdělen na jednotlivé dílčí kroky, které jsou snadněji prosaditelné. Častou kritikou této taktiky je, že ve veřejnosti vyvolává mylnou představu o lepším životě zvířat, přičemž samotné dílči kroky ve výsledku nemají na zvířata až takový dopad. Z pohledu abolicionistů je problematické, že systém postupných kroků nezpochybňuje samotný systém zneužívání zvířat, ale prosazuje jeho zlepšování.
Oproti tomu aktéři abolicionistické frakce věří, že lidé by měli přestat zvířata zneužívat úplně. Legislativní změny považují za nedostatečné či dokonce kontraproduktivní a ve svých aktivitách se spoléhají spíše na nenásilné vzdělávání a morální přesvědčování veřejnosti. Propagaci veganství považují za prostředek k vytvoření antispeciesistické kultury a ukončení živočišné výroby. Významný je důraz na jednotlivce a jeho morální hodnoty. Mezi další aktéry v rámci abolicionistické frakce patří zastánci tzv. přímých akcí (někdy nazývaná jako militantní frakce). Jejich činnost zahrnuje pronikání do chovů a osvobozování zvířat, poškozování majetku, zastrašování a přímé násilí s cílem změnit společnost pomocí síly a strachu. Aktéři bojující za práva zvířat tuto činnost často odmítají a poukazují na násilí jako na kontraproduktivní taktiku, která vybízí k represím vůči aktivistům (např. zákon o terorismu v oblasti živočišné výroby). Tato taktika ekonomicky ani politicky nezpochybňuje existující systém zneužívání zvířat.

## Organizace působící v České republice
- Otevři oči, z.s.
- Zvířata nejíme, z.s.
- Kolektiv pro zvířata, z.s.
- Hlas zvířat, z.s.
- Nesehnutí
- Obraz - obránci zvířat, z.s.
- Svoboda zvířat
- Compassion in World Farming
- Vegan Fighter
- Anonymous for the Voiceless